# Love Trouble/Episodenliste
Diese Episodenliste enthält alle Episoden der japanischen Animeserie Love Trouble (auch To Love-Ru), sortiert nach der japanischen Erstausstrahlung. Die Animeserie wurde in Deutschland von FilmConfect lizenziert. Die erste Staffel wurde auf TBS, die zweite und die dritte auf Tokyo MX und die vierte auf BS11 ausgestrahlt. Der Anime umfasst vier Staffeln mit 64 Episoden und 16 OVAs.

## Übersicht

### Anime
| Staffel | Episoden | Erstausstrahlung Japan | Erstausstrahlung Japan |
| Staffel | Episoden | Von                    | Bis                    |
| ------- | -------- | ---------------------- | ---------------------- |
| 1       | 26       | 3. Apr. 2008           | 25. Sep. 2008          |
| 2       | 12       | 5. Okt. 2010           | 21. Dez. 2010          |
| 3       | 12       | 5. Dez. 2012           | 28. Dez. 2012          |
| 4       | 14       | 7. Juli 2015           | 29. Okt. 2015          |

### OVA
| Staffel | Episoden | Erstausstrahlung Japan | Erstausstrahlung Japan |
| Staffel | Episoden | Von                    | Bis                    |
| ------- | -------- | ---------------------- | ---------------------- |
| 1       | 6        | 3. Apr. 2009           | 2. Apr. 2010           |
| 2       | 6        | 17. Aug. 2012          | 3. Apr. 2015           |
| 3       | 4        | 5. Jan. 2016           | 2. Nov. 2017           |

## Staffel 1: To Love-Ru
| Nr. (ges.) | Nr. (St.) | Deutscher Titel                   | Originaltitel                                                         | Erstausstrahlung Japan |
| ---------- | --------- | --------------------------------- | --------------------------------------------------------------------- | ---------------------- |
| 1          | 1         | Das Mädchen, das vom Himmel fiel  | 舞い降りた少女 (Maiorita Shōjo)                                       | 3. Apr. 2008           |
| 2          | 2         | Vom Umtausch ausgeschlossen       | 婚約解消!? (Kon'yaku Kaishō!?)                                        | 10. Apr. 2008          |
| 3          | 3         | Sightseeing mit Lala              | 三角関係 (Sankaku Kankei)                                             | 17. Apr. 2008          |
| 4          | 4         | Delikatessen aus dem All          | 宇宙のLOVEエプロン (Uchū no Rabu Epuron)                              | 24. Apr. 2008          |
| 5          | 5         | Der Schönheitswettbewerb          | くいーんの挑戦状 (Kuīn no Chōsenjō)                                   | 1. Mai 2008            |
| 6          | 6         | Schaf im Wolfspelz                | 宇宙人の刺客 (Uchūjin no Shikaku)                                     | 8. Mai 2008            |
| 7          | 7         | Wann ist Man(n) ein Mann?         | 男とはかくあるべし (Otoko to wa Kaku Arubeshi!)                       | 15. Mai 2008           |
| 8          | 8         | Das Moralkomitee                  | 清廉潔白風紀委員 (Seiren Keppaku Fūki Iin)                            | 22. Mai 2008           |
| 9          | 9         | Von einem anderen Stern           | 光星より愛を込めて (Hikariboshi yori Ai o Komete)                     | 29. Mai 2008           |
| 10         | 10        | Ein Star für Stella               | 宇宙の女芸人 (Uchū no Onna Geinin)                                    | 5. Juni 2008           |
| 11         | 11        | Goldene Finsternis                | 金色の闇 (Konjiki no Yami)                                            | 12. Juni 2008          |
| 12         | 12        | Sportfest der besonderen Art      | 戦慄体育祭 (Senritsu Taiikusai)                                       | 19. Juni 2008          |
| 13         | 13        | Die Nummer 1 des Universums       | 宇宙一の男 (Uchūichi no Otoko)                                        | 26. Juni 2008          |
| 14         | 14        | Unser Geheimnis                   | ふたりだけの秘密 (Futari dake no Himitsu)                             | 3. Juli 2008           |
| 15         | 15        | Haruna, Prinzessin des Dschungels | 密林のプリンセス (Mitsurin no Purinsesu)                              | 10. Juli 2008          |
| 16         | 16        | Badetag                           | ルンの突撃告白タイム (Run no Totsugeki Kokuhaku Taimu)                | 17. Juli 2008          |
| 17         | 17        | Der Geist der alten Schule        | 旧校舎の幽霊 (Kyūkōsha no Yūrei)                                      | 24. Juli 2008          |
| 18         | 18        | Saruyama, das Souvenir            | 猿山がお土産 (Saruyama ga Omiyage)                                    | 31. Juli 2008          |
| 19         | 19        | Die heißen Quellen der Hölle      | 地獄温泉女宇宙人七色ポロリ (Jigoku Onsen Onna Uchūjin Nanairo Porori) | 7. Aug. 2008           |
| 20         | 20        | Magical Kyouko                    | 爆熱少女 マジカルキョーコ炎 (Bakunetsu Shōjo Majikaru Kyōko Fureimu)  | 14. Aug. 2008          |
| 21         | 21        | Hotel Yuuki                       | 結城亭血風録 (Yūkitei Keppūroku)                                      | 21. Aug. 2008          |
| 22         | 22        | Das Kulturfestival                | 戦慄!文化祭 (Senritsu! Bunkasai)                                      | 28. Aug. 2008          |
| 23         | 23        | Saruyamas Traum                   | 猿山の大奥物語 (Saruyama no Ōoku Monogatari)                          | 4. Sep. 2008           |
| 24         | 24        | Lala außer Rand und Band          | はじらいながら (Hajirai Nagara)                                       | 11. Sep. 2008          |
| 25         | 25        | Die letzte Nacht der Erde         | 地球最後の夜 (Chikyū Saigo no Yoru)                                   | 18. Sep. 2008          |
| 26         | 26        | Alles oder Nichts                 | ララ (Rara)                                                           | 25. Sep. 2008          |

## Staffel 2: Motto To Love-Ru
| Nr. (ges.) | Nr. (St.) | Deutscher Titel                                                   | Originaltitel | Erstausstrahlung Japan |
| ---------- | --------- | ----------------------------------------------------------------- | --- | ---------------------- |
| 27         | 1         | Alles beim Alten / Krise im Badehaus / Klang der Liebe            | もう一度ここから / お風呂場戦争 / チクタクチクタク恋の音 (Mō Ichido Koko Kara / Ofuroba Sensō / Chikutaku Chikutaku Koi no Oto)       | 5. Okt. 2010           |
| 28         | 2         | Im Dunkeln eingesperrt / Familie Yuuki / Pyjamaparty              | 暗闇の中でうつるもの / ようこそ！結城家へ / お泊り会 (Kurayami no Naka de Utsuru Mono / Yōkoso! Yūki-ke e / Otomarikai)               | 12. Okt. 2010          |
| 29         | 3         | Krankenbesuch / Durch die Brille / Cinderella                     | 特恋薬 / レンズ越しに見る君は … / 愛しの君はシンデレラ♡ (Tokkō yaku / Renzu Goshi ni Miru Kimi wa... / Itoshi no Kimi wa Shinderera♡) | 19. Okt. 2010          |
| 30         | 4         | Modenshow / Körpertausch / Zwillingsflucht                        | ヤミヤミファッション / ワンダフル・ラブ / ツインズ☆エスケイプ (Yami-Yami Fasshon / Wandafuru Rabu / Tsuinzu Esukeipu)                 | 26. Okt. 2010          |
| 31         | 5         | Ein besonderes Essen / Wieder Kind sein / Schokoladige Versuchung | 恋愛クィーン!? / お遊戯しましょ♪ / 甘い気持ちはチョコの味 (Ren'ai Kuīn!? / Oyūgi Shimasho ♪ / Amai Kimochi wa Choko no Aji)           | 2. Nov. 2010           |
| 32         | 6         | Badetag / Nachhilfe der besonderen Art / Meister der Liebe        | ビーチガールズ / 深夜の家庭教師 / 恋愛マスター♥ (Bīchi Gāruzu / Shin'ya no Katei Kyōshi / Ren'ai Masutā)                              | 9. Nov. 2010           |
| 33         | 7         | Krankenpflege / Die Kontrahentin / Harunas Offenbarung            | 闇の診療所 / 敵対心 / おかしな春菜ちゃん (Yami no Shinryōjo / Tekitaishin / Okashi na Haruna-chan)                                    | 16. Nov. 2010          |
| 34         | 8         | Brustvergrößerung / Der Familienhund / Trance der Gefühle         | 大きくなぁ〜れ♪ / ワンダフルライフ / 気分はトランス (Ōkiku Nāre♪ / Wandafuru Raifu / Kibun wa Toransu)                                | 23. Nov. 2010          |
| 35         | 9         | Weihnachtsfeier / Ritos Kontrollverlust / Lalas Idol              | 誰がためにベルは鳴る / 迷惑暴走？ / 恋心アイドル (Dare ga Tame ni Beru wa Naru / Meiwaku Bōsō? / Koigokoro Aidoru)                    | 30. Nov. 2010          |
| 36         | 10        | Verzaubernder Blütenstaub / Risas Angebot / Herzklopf-SMS         | 花粉伝心 / オンナノコノキモチ / ドキドキ☆メール (Kafun Denshin / Onna no Ko no Kimochi / Dokidoki Mēru)                               | 7. Dez. 2010           |
| 37         | 11        | Großer Bruder / Verzauberte Yami / Prophezeite Liebe              | 「妹」戦線異常アリ / 偽りの恋？ / 恋愛予報 ('Imōto' Sensen Ijō Ari / Itsuwari no Koi? / Ren'ai Yohō)                                  | 14. Dez. 2010          |
| 38         | 12        | Liebesgeständnis 1 / Liebesgeständnis 2 / Liebesgeständnis 3      | 大スキ♡1 / 大スキ♡2 / 大スキ♡3 (Daisuki♡1 / Daisuki♡2 / Daisuki♡3)                                                                    | 21. Dez. 2010          |

## Staffel 3: To Love-Ru Darkness
| Nr. (ges.) | Nr. (St.) | Deutscher Titel                   | Originaltitel                                                               | Erstausstrahlung Japan |
| ---------- | --------- | --------------------------------- | --------------------------------------------------------------------------- | ---------------------- |
| 39         | 1         | Neue Schüler                      | Continue～コンティニュー～ (Continue ~Kontinyū~)                            | 5. Dez. 2012           |
| 40         | 2         | Zweifel und Intrigen              | Doubt and dish～疑惑と料理～ (Doubt and Dish ~Giwaku to Ryōri~)             | 12. Okt. 2012          |
| 41         | 3         | Unschuldige Zweisamkeit           | Each speculation～それぞれの思惑～ (Each Speculation ~Sorezore no Omowaku~) | 19. Okt. 2012          |
| 42         | 4         | Kraft der Freundschaft            | True smile~過去と友達と笑顔と~ (True Smile ~Kako to Tomodachi to Egao to~)  | 26. Okt. 2012          |
| 43         | 5         | Die sich Verändernden             | A man? A Woman?～変わり行くもの達～ (A Man? A Woman? ~Kawari Ikumonotachi~) | 2. Nov. 2012           |
| 44         | 6         | Zeit der Verwandlung...           | Metamorphose ~変わり行く時 … ~ (Metamorphose ~Kawaru Iku Toki...~)          | 9. Nov. 2012           |
| 45         | 7         | Geschwisterliebe                  | Sisters～幸せの発明品～ (Sisters ~Shiawase no Hatsumeihin~)                 | 16. Nov. 2012          |
| 46         | 8         | Glückliche Verbindungen           | Bad mood～幸せの絆～ (Bad Mood ~Shiawase no Kizuna~)                        | 30. Nov. 2012          |
| 47         | 9         | Das wahre Ich                     | True self～闇の中の素顔～ (True Self ~Yami no Naka no Sugao~)               | 7. Dez. 2012           |
| 48         | 10        | Die Erinnerungen an morgen        | Past～明日につながる記憶～ (Past ~Asu ni Tsunagaru Kioku~)                  | 14. Dez. 2012          |
| 49         | 11        | Was ist ein Lebensstil?           | The right thing～生き方って何？～ (The Right Thing ~Ikikatatte Nani?~)      | 21. Dez. 2012          |
| 50         | 12        | Die Gefühle eines jungen Mädchens | Room～乙女の想い～ (Room ~Otome no Omoi~)                                   | 28. Dez. 2012          |

## Staffel 4: To Love-Ru Darkness 2
| Nr. (ges.) | Nr. (St.) | Deutscher Titel                  | Originaltitel                                                                                 | Erstausstrahlung Japan |
| ---------- | --------- | -------------------------------- | --------------------------------------------------------------------------------------------- | ---------------------- |
| 51         | 1         | Benommenheit und Herzklopfen     | Unconsciously～頭ふわふわ☆心どきどき～ (Unconsciously: Atama Fuwafuwa☆Kokoro Dokidoki)        | 7. Juli 2015           |
| 52         | 2         | Zögerliches Herz                 | Uneasy～心の迷い～ (Uneasy: Kokoro no Mayoi)                                                  | 14. Juli 2015          |
| 53         | 3         | Freundschaft                     | After a storm comes a calm～ともだち～ (After a Storm Comes a Calm: Tomodachi)                | 21. Juli 2015          |
| 54         | 4         | Das Fest beginnt!                | Summer festival～祭りの始まり～ (Summer Festival: Matsuri no Hajimari)                        | 28. Juli 2015          |
| 55         | 5         | Zwei von der Sorte?              | New move～似たものどうし？～ (New Move: Nitamono Doushi?)                                     | 4. Aug. 2015           |
| 56         | 6         | Wettbewerb                       | Manservant～争奪戦～ (Manservant: Soudatsu-sen)                                               | 11. Aug. 2015          |
| 57         | 7         | Ich weiß es, aber dennoch...     | Resistance～わかっているけど～ (Resistance: Wakatteiru kedo)                                  | 25. Aug. 2015          |
| 58         | 8         | Die Gefahr                       | Danger～危・剣～ (Danger: Ki Ken)                                                             | 1. Sep. 2015           |
| 59         | 9         | Die wahre Bedeutung eines Kusses | Kiss～キスの先にあるもの～ (Kiss: Kiss no Saki ni Aru Mono)                                   | 8. Sep. 2015           |
| 60         | 10        | Die wahre Identität              | True character～正体バレた!?～ (True Character: Shoutai Bareta!?)                             | 15. Sep. 2015          |
| 61         | 11        | Das Erwachen der Finsternis      | The beginning of darkness～その時～ (The Beginning of Darkness: Sono Toki)                    | 22. Sep. 2015          |
| 62         | 12        | Tosende Finsternis               | Prediction is impossible～暴走する闇～ (Prediction is Impossible: Bousou Suru Yami)           | 29. Sep. 2015          |
| 63         | 13        | Beschützen und beschützt werden  | Power and power 〜守るものと守られるもの〜 (Power and power: Mamoru mono to mamora reru mono) | 29. Okt. 2015          |
| 64         | 14        | Danke                            | Bright future 〜ありがとう〜 (Bright future: Arigatō)                                         | 29. Okt. 2015          |

## OVA: To Love-Ru
| Nr. (ges.) | Nr. (St.) | Deutscher Titel | Originaltitel                                                                          | Erstausstrahlung Japan |
| ---------- | --------- | --------------- | -------------------------------------------------------------------------------------- | ---------------------- |
| 1          | 1         | –               | リト、女になる (Rito, Onna ni Naru)                                                    | 3. Apr. 2009           |
| 2          | 2         | –               | リトと美柑 (Rito to Mikan)                                                             | 4. Juni 2009           |
| 3          | 3         | –               | 南の島<リゾート>へようこそ!! (Minami no Rizōto e Yōkoso!!)                             | 4. Aug. 2009           |
| 4          | 4         | –               | とらぶるくえすと (Toraburu Kuesto)                                                     | 4. Nov. 2009           |
| 5          | 5         | –               | ナナとモモ (Nana to Momo)                                                              | 4. Feb. 2010           |
| 6          | 6         | –               | すきま風 / メタモルフォーゼ / ハンド&テール (Sukimagaze / Metamorufōze / Hando & Tēru) | 2. Apr. 2010           |

## OVA: To Love-Ru Darkness
| Nr. (ges.) | Nr. (St.) | Deutscher Titel | Originaltitel | Erstausstrahlung Japan |
| ---------- | --------- | --------------- | --- | ---------------------- |
| 7          | 1         | –               | Prologue 〜プロジェクト始動〜 / Pollen Plan ～危険な妹情事～ / Body touch? ～ニャンダフルライフ～ (Prologue ~Purojekuto shidō~ / Pollen Plan ~Kikenna imōto jōji~ / Body Touch? ~Nyandafuru raifu~)           | 17. Aug. 2012          |
| 8          | 2         | –               | Nostalgia 〜あの時、あの場所で〜 / The changing heart 〜素直な感情〜 / Flower 〜芽生える感情?〜 (Nostalgia ~Ano toki, ano basho de~ / The changing heart ~Sunaona kanjō~ / Flower ~Mebaeru kanjō?~)           | 2. Dez. 2012           |
| 9          | 3         | –               | Exchange 〜オレと私〜 / It feels 〜耐える教師!〜 (Exchange ~Ore to watashi~ / It feels ~Taeru kyōshi!~) | 19. Aug. 2013          |
| 10         | 4         | –               | Nostalgia 〜あの時、あの場所で〜 / The changing heart 〜素直な感情〜 / Flower 〜芽生える感情?〜 (Girl of Blaze ~Magical Kyouko - Flame~ / Infiltration ~Kyouko in Trouble?~ / Adhesion ~But no Ill Intent~)   | 4. Dez. 2013           |
| 11         | 5         | –               | Nostalgia 〜あの時、あの場所で〜 / The changing heart 〜素直な感情〜 / Moonlight 〜月下の天使?〜 (Suddenly ~Imagination and Reality~ / Mobile phone ~Heart Pounding?Voice~ / Moonlight ~Moonlit Angel~)       | 4. Dez. 2014           |
| 12         | 6         | –               | Nostalgia 〜あの時、あの場所で〜 / The changing heart 〜素直な感情〜 / Flower 〜芽生える感情?〜 (Photography ~Take That Awesome Picture!~ / Technique ~The Door of A Maiden~ / Holiday ~Cooking ☆ Flexation~) | 3. Apr. 2015           |

## OVA: To Love-Ru Darkness 2
| Nr. (ges.) | Nr. (St.) | Deutscher Titel | Originaltitel | Erstausstrahlung Japan |
| ---------- | --------- | --------------- | --- | ---------------------- |
| 13         | 1         | –               | Ghost story 〜怖いのはいかが?〜 / Clinic 〜素直になれなくて〜 (Ghost story 〜 Kowai no wa Ikaga?〜 / Kurinikku 〜 Sunaoninarenakute 〜) | 5. Jan. 2016           |
| 14         | 2         | –               | Mother～美しすぎる天使～ / Charm～偉大なる母～ (Mother 〜Utsukushi sugiru tenshi〜 / Charm 〜Idainaru haha〜)                           | 4. Juli 2016           |
| 15         | 3         | –               | First Accident？ 〜最初の時間....〜 / Worry 〜ステップ・フォワード〜 (First Accident? ~Saisho no Jikan~ / Worry 〜suteppu fowādo〜)     | 2. Dez. 2016           |
| 16         | 4         | –               | Multiplication ～前から後ろから～ (Multiplication ～Mae kara ushirokara～)                                                              | 2. Nov. 2017           |